# Liste der Baudenkmäler in Gestratz

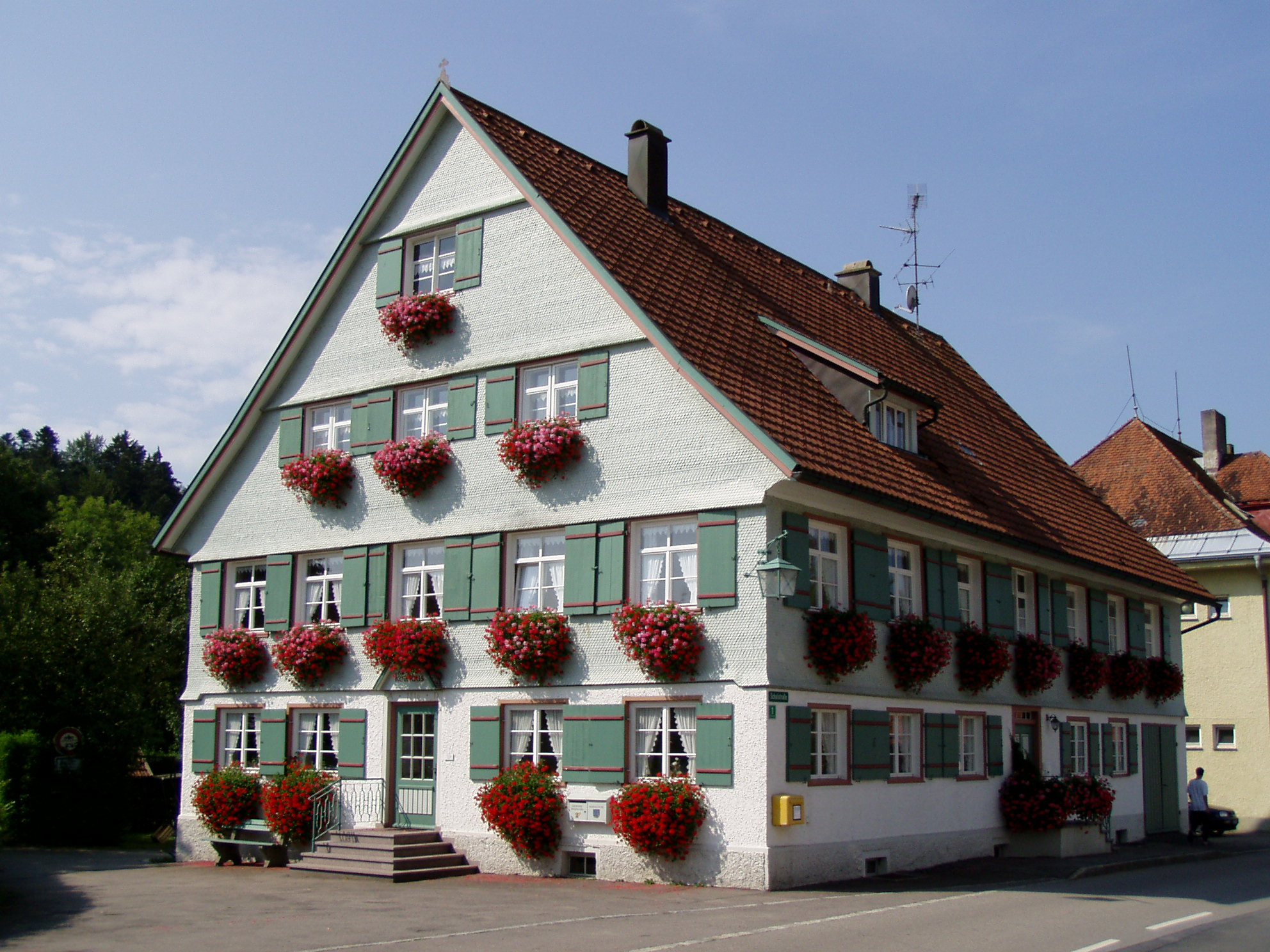
Rathaus in Gestratz

Auf dieser Seite sind die Baudenkmäler in der schwäbischen Gemeinde Gestratz zusammengestellt. Diese Tabelle ist eine Teilliste der Liste der Baudenkmäler in Bayern. Grundlage ist die Bayerische Denkmalliste, die auf Basis des Bayerischen Denkmalschutzgesetzes vom 1. Oktober 1973 erstmals erstellt wurde und seither durch das Bayerische Landesamt für Denkmalpflege geführt wird. Die folgenden Angaben ersetzen nicht die rechtsverbindliche Auskunft der Denkmalschutzbehörde.

## Ensembles

### Ensemble Ortskern Gestratz

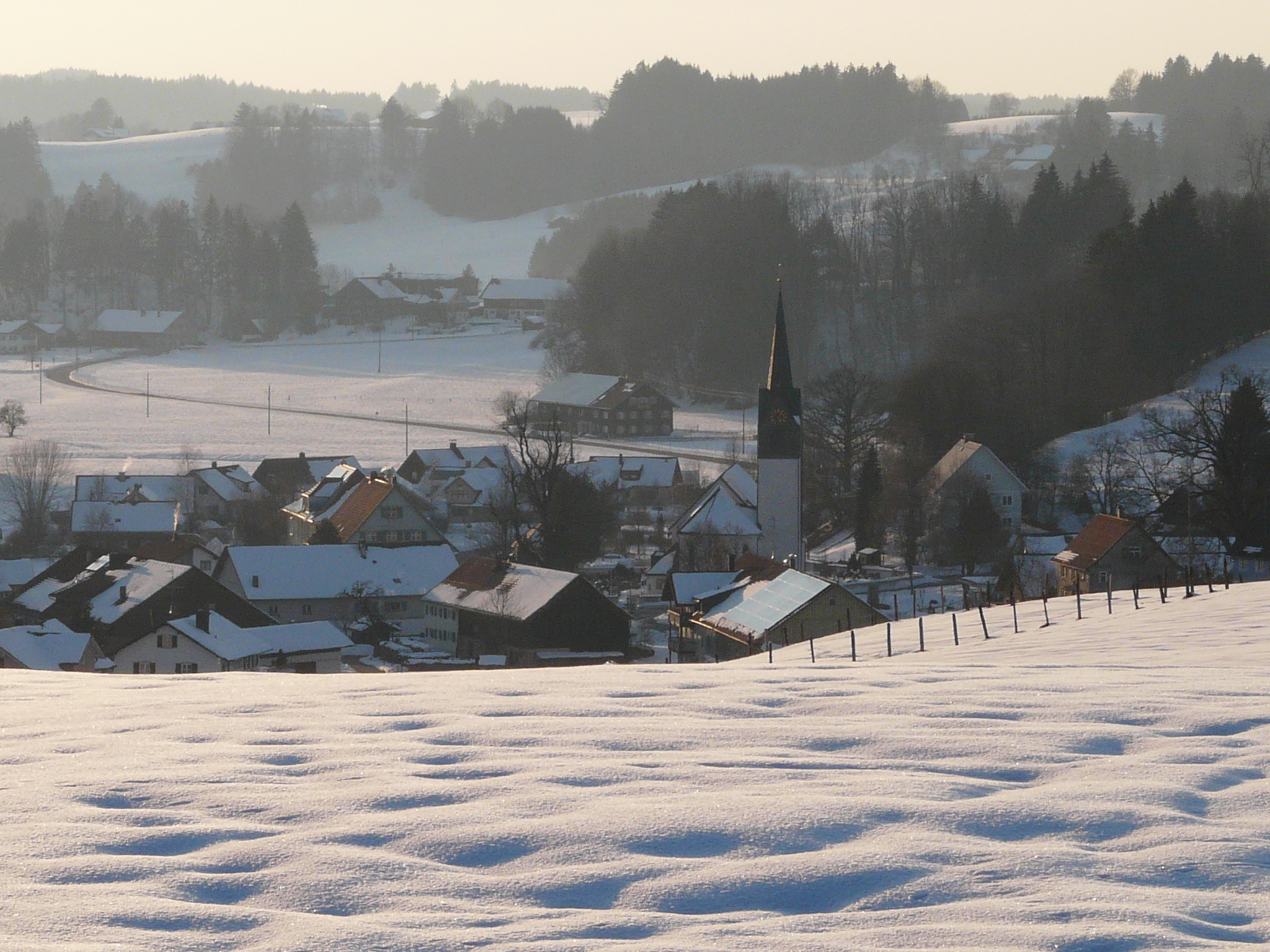

Das Allgäuer Dorf Gestratz im Tal der Oberen Argen ist seit Jahrhunderten Pfarrdorf für die über dreißig Weiler und Einöden der weit verzweigten Gemeinde. In der Mitte des locker bebauten Dorfes, am Kreuzungspunkt alter Straßen und Wege, erhebt sich die Pfarrkirche St. Gallus, umgeben vom ummauerten Friedhof der Gemeinde. Im 8. Jahrhundert durch das Kloster St. Gallen in der Nähe der Römerstraße Kempten–Bregenz begründet, wurde sie 1437 neu erbaut, erhielt damals ihren bekannten Freskenzyklus und erfuhr weitere Ausbauten im 18. und 19. Jahrhundert Dem Bau, der den Talboden beherrscht, ordnet sich nördlich der Pfarrhof zu, eine moderne Anlage, welche die äußere Gestalt des Vorgängerbaus von 1695 bewahrt hat, südlich fügen sich das Mesnerhaus des 18. Jahrhunderts, jetzt Gemeindeamt, und die Schule aus der Zeit um 1925, östlich das alte Schulhaus, die Sennerei, das Benefiziatenhaus, die ehemalige Bäckerei und das Gasthaus Adler mit der ehemaligen Dorfschmiede an. Es handelt sich um Bauten des 18. und 19. Jahrhunderts mit Satteldächern, in der Regel zweigeschossig, mit verschindelten Außenwänden und Fensterläden. Ihre noch gültigen oder ehemaligen Funktionen machen den Charakter des Dorfes als Gemeindemittelpunkt anschaulich. Mit dem Bau der in das Ortsbild eingepassten Gemeindehalle von 1972 erhielt der Ort, der bezeichnenderweise nur drei Bauernanwesen besitzt, einen weiteren gemeindlichen Mittelpunkt. Aktennummer: E-7-76-112-1.

## Baudenkmäler nach Ortsteilen

### Gestratz
| Lage                             | Objekt                             | Beschreibung | Akten-Nr.             | Bild                  |
| -------------------------------- | ---------------------------------- | --- | --------------------- | --------------------- |
| Grünenbacher Straße 2 (Standort) | Ehemalige alte Schule              | verschindelter zweigeschossiger Satteldachbau, 18. Jahrhundert                                                                                     | D-7-76-112-5 Wikidata | Ehemalige alte Schule |
| Grünenbacher Straße 5 (Standort) | Gasthaus Adler                     | giebelständiger, verschindelter Satteldachbau, im Kern 18. Jahrhundert, Türsturz bezeichnet 1893.                                                  | D-7-76-112-8 Wikidata | Gasthaus Adler        |
| Kössentöbeleweg 1 (Standort)     | Ehemaliges Bauernhaus              | Wohnteil verschindelt, 18./19. Jahrhundert | D-7-76-112-4 Wikidata | Ehemaliges Bauernhaus |
| Schulstraße 1 (Standort)         | Ehemaliges Mesnerhaus und Schule   | jetzt Rathaus, Satteldachbau, bezeichnet 1816. | D-7-76-112-3 Wikidata | weitere Bilder        |
| Schulstraße 2 (Standort)         | Katholische Pfarrkirche St. Gallus | dreiseitig geschlossener Chor, Turmunterbau und Langhaus im Wesentlichen 1435–37 neu erbaut, im 18. und 19. Jahrhundert erweitert; mit Ausstattung | D-7-76-112-1 Wikidata | weitere Bilder        |
| Sennereiweg 5 (Standort)         | Ehemaliges Kaplanhaus              | verschindelter Satteldachbau, 1795 erbaut, äußere Erscheinung 19. Jahrhundert                                                                      | D-7-76-112-2 Wikidata | Ehemaliges Kaplanhaus |
| Sennereiweg 11 (Standort)        | Bauernhaus                         | zweigeschossiger Satteldachbau, Wohnteil verschindelt, wohl 18. Jahrhundert                                                                        | D-7-76-112-7 Wikidata | Bauernhaus            |

### Altenburg
| Lage                                   | Objekt       | Beschreibung                                                                                 | Akten-Nr.              | Bild         |
| -------------------------------------- | ------------ | -------------------------------------------------------------------------------------------- | ---------------------- | ------------ |
| Altenburg 37 (Standort)                | Bauernhaus   | zweigeschossiger Satteldachbau mit Widerkehr, verschindelt, im Kern wohl 18. Jahrhundert     | D-7-76-112-9 Wikidata  | Bauernhaus   |
| Altenburg 39 (Standort)                | Austragshaus | zweigeschossiger Satteldachbau, verschindelter Blockbau, 18. Jahrhundert; zu Nr. 37 gehörig. | D-7-76-112-10 Wikidata | Austragshaus |
| auf dem Burgstall Altenburg (Standort) | Gedenkstein  | 1935.                                                                                        | D-7-76-112-11 Wikidata | BW           |

### Altensberg
| Lage                     | Objekt                      | Beschreibung | Akten-Nr.              | Bild                        |
| ------------------------ | --------------------------- | --- | ---------------------- | --------------------------- |
| Altensberg 22 (Standort) | Wohnteil eines Bauernhauses | stattlicher giebelständiger Satteldachbau, verschindelt, äußere Erscheinung Ende 19. Jahrhundert, im Kern älter. | D-7-76-112-12 Wikidata | Wohnteil eines Bauernhauses |
| Seelwiese (Standort)     | Katholische Marienkapelle   | massive Hofkapelle, bezeichnet 1889; mit Ausstattung                                                             | D-7-76-112-13 Wikidata | Katholische Marienkapelle   |

### Altringenberg
| Lage                                       | Objekt                      | Beschreibung                                                                                 | Akten-Nr.              | Bild                        |
| ------------------------------------------ | --------------------------- | -------------------------------------------------------------------------------------------- | ---------------------- | --------------------------- |
| Altringenberg 104 (Standort)               | Wohnteil eines Bauernhauses | zweigeschossiger Satteldachbau, verschindelt, 1. Drittel 19. Jahrhundert                     | D-7-76-112-14 Wikidata | Wohnteil eines Bauernhauses |
| Altringenberg 105 (Standort)               | Bauernhaus                  | mit Satteldach und Längsschopf, Wohnteil verputzt, im Kern 1789; Hofkapelle, 19. Jahrhundert | D-7-76-112-15 Wikidata | Bauernhaus                  |
| auf dem Burgstall Altringenberg (Standort) | Gedenkstein                 | 1935                                                                                         | D-7-76-112-16 Wikidata | BW                          |

### Brugg
| Lage                | Objekt            | Beschreibung | Akten-Nr.              | Bild              |
| ------------------- | ----------------- | --- | ---------------------- | ----------------- |
| Brugg 7 (Standort)  | Wohnhaus          | Wohnhaus mit Werkstatt (Schindelmacherei), traufständiger Satteldachbau mit Widerkehr, über dem Wohnteil Quergiebel mit Laube, um 1880/90. | D-7-76-112-17 Wikidata | Wohnhaus          |
| Brugg 24 (Standort) | Gasthaus zur Post | verschindelter Satteldachbau, 18. Jahrhundert                                                                                              | D-7-76-112-18 Wikidata | Gasthaus zur Post |
| Brugg 33 (Standort) | Villa Stadler     | Mansarddachbau mit Zwerchgiebeln und reichen Gliederungsdetails, Ende 19. Jahrhundert                                                      | D-7-76-112-19 Wikidata | Villa Stadler     |

### Eggen
| Lage                               | Objekt      | Beschreibung                     | Akten-Nr.              | Bild        |
| ---------------------------------- | ----------- | -------------------------------- | ---------------------- | ----------- |
| In Eggen (Standort)                | Bildstock   | mit Ausstattung; 18. Jahrhundert | D-7-76-112-21 Wikidata | Bildstock   |
| auf dem Burgstall Eggen (Standort) | Gedenkstein | 1935                             | D-7-76-112-22          | Gedenkstein |

### Hochglend
| Lage                    | Objekt     | Beschreibung                                                   | Akten-Nr.              | Bild       |
| ----------------------- | ---------- | -------------------------------------------------------------- | ---------------------- | ---------- |
| Hochglend 60 (Standort) | Bauernhaus | stattlicher Satteldachbau, verschindelt, Mitte 18. Jahrhundert | D-7-76-112-23 Wikidata | Bauernhaus |

### Horben
| Lage                                          | Objekt      | Beschreibung                                                                             | Akten-Nr.              | Bild       |
| --------------------------------------------- | ----------- | ---------------------------------------------------------------------------------------- | ---------------------- | ---------- |
| Horben 160 (Standort)                         | Bauernhaus  | zweigeschossiges Satteldachgebäude mit Widerkehr, Wohnteil verschindelt, 19. Jahrhundert | D-7-76-112-25 Wikidata | Bauernhaus |
| Im Tobel, auf dem Burgstall Horben (Standort) | Gedenkstein | 1935                                                                                     | D-7-76-112-26          | BW         |

### Isnerberg
| Lage                        | Objekt                    | Beschreibung                                                           | Akten-Nr.              | Bild                      |
| --------------------------- | ------------------------- | ---------------------------------------------------------------------- | ---------------------- | ------------------------- |
| Isnerberg 70 (Standort)     | Ehemaliges Bauernhaus     | verschindelt, mit Flachsatteldach, 18. Jahrhundert                     | D-7-76-112-28 Wikidata | Ehemaliges Bauernhaus     |
| Isnerberg 75 1/2 (Standort) | Bauernhaus                | zweigeschossiger Satteldachbau, Wohnteil verschindelt, 19. Jahrhundert | D-7-76-112-30 Wikidata | Bauernhaus                |
| In Isnerberg (Standort)     | Katholische Marienkapelle | 1906/07; mit Ausstattung                                               | D-7-76-112-27 Wikidata | Katholische Marienkapelle |

### Kössentöbele
| Lage                        | Objekt     | Beschreibung                                                                 | Akten-Nr.              | Bild       |
| --------------------------- | ---------- | ---------------------------------------------------------------------------- | ---------------------- | ---------- |
| Kössentöbele 195 (Standort) | Bauernhaus | zweigeschossiger Satteldachbau, Wohnteil verschindelt, Mitte 19. Jahrhundert | D-7-76-112-32 Wikidata | Bauernhaus |

### Malleichen
| Lage                     | Objekt   | Beschreibung | Akten-Nr.              | Bild     |
| ------------------------ | -------- | --- | ---------------------- | -------- |
| Malleichen 41 (Standort) | Gasthaus | Ehemaliges Badhaus, verschindelter Blockbau mit mittelsteilem Satteldach, 17./18. Jahrhundert; zugehörig Kegelbahn, verbretterter Holzbau, um 1900. | D-7-76-112-34 Wikidata | Gasthaus |

### Rutzen
| Lage                 | Objekt     | Beschreibung                                                                         | Akten-Nr.              | Bild       |
| -------------------- | ---------- | ------------------------------------------------------------------------------------ | ---------------------- | ---------- |
| Rutzen 57 (Standort) | Bauernhaus | zweigeschossiger Satteldachbau mit Widerkehr, Wohnteil verschindelt, 18. Jahrhundert | D-7-76-112-36 Wikidata | Bauernhaus |

### Schnattern
| Lage                                            | Objekt      | Beschreibung | Akten-Nr.     | Bild |
| ----------------------------------------------- | ----------- | ------------ | ------------- | ---- |
| Halden, auf dem Burgstall Schnattern (Standort) | Gedenkstein | 1935.        | D-7-76-112-38 | BW   |

### Schweineburg
| Lage                        | Objekt     | Beschreibung                                                                | Akten-Nr.     | Bild       |
| --------------------------- | ---------- | --------------------------------------------------------------------------- | ------------- | ---------- |
| Schweineburg 177 (Standort) | Bauernhaus | zweigeschossiger Satteldachbau, Wohnteil verschindelt, wohl 18. Jahrhundert | D-7-76-112-39 | Bauernhaus |

### Tannen
| Lage                  | Objekt                      | Beschreibung                                                       | Akten-Nr.              | Bild                        |
| --------------------- | --------------------------- | ------------------------------------------------------------------ | ---------------------- | --------------------------- |
| Tannen 183 (Standort) | Wohnteil eines Bauernhauses | zweigeschossiges Satteldachgebäude, verschindelt, bezeichnet 1895. | D-7-76-112-40 Wikidata | Wohnteil eines Bauernhauses |

### Thalendorf
| Lage                                    | Objekt                                 | Beschreibung                                                       | Akten-Nr.              | Bild                                   |
| --------------------------------------- | -------------------------------------- | ------------------------------------------------------------------ | ---------------------- | -------------------------------------- |
| Thalendorf 12 (Standort)                | Wohnteil eines ehemaligen Bauernhauses | mit Flachsatteldach, verschindelt, Ende 18./Anfang 19. Jahrhundert | D-7-76-112-41 Wikidata | Wohnteil eines ehemaligen Bauernhauses |
| Thalendorf 15 c (Standort)              | Wegkapelle mit Kreuzigungsgruppe       | 18. Jahrhundert                                                    | D-7-76-112-42 Wikidata | Wegkapelle mit Kreuzigungsgruppe       |
| Thalendorf 18 (Standort)                | Ehemalige Mühle und Bauernhaus         | verschindelter Satteldachbau, im Kern 18. Jahrhundert              | D-7-76-112-43 Wikidata | Ehemalige Mühle und Bauernhaus         |
| auf dem Burgstall Thalendorf (Standort) | Gedenkstein                            | 1935                                                               | D-7-76-112-44          | BW                                     |

### Zwirkenberg
| Lage                      | Objekt                               | Beschreibung                                                                      | Akten-Nr.              | Bild                                 |
| ------------------------- | ------------------------------------ | --------------------------------------------------------------------------------- | ---------------------- | ------------------------------------ |
| Zwirkenberg 30 (Standort) | Bauernhaus                           | zweigeschossiger Satteldachbau, Wohnteil verschindelt, 19. Jahrhundert            | D-7-76-112-45          | Bauernhaus                           |
| Zwirkenberg 32 (Standort) | Ehemalige Schmiede                   | am Obergeschoss traufseitige Laube, 1751 (Dendro); zugehörig Bienenhaus, um 1900. | D-7-76-112-46 Wikidata | Ehemalige Schmiede                   |
| Zwirkenberg 35 (Standort) | Wohnteil eines ehemaligen Bauernhaus | bis zum Obergeschoss verschindelt, Giebel Fachwerk, 18. Jahrhundert               | D-7-76-112-47 Wikidata | Wohnteil eines ehemaligen Bauernhaus |
| Obere Esch (Standort)     | Mauerreste der Burg Zwirkenberg      | mittelalterlich; Gedenkstein 1934.                                                | D-7-76-112-48 Wikidata | BW                                   |

## Ehemalige Baudenkmäler
In diesem Abschnitt sind Objekte aufgeführt, die früher einmal in der Denkmalliste eingetragen waren, jetzt aber nicht mehr. Objekte, die in anderem Zusammenhang also z. B. als Teil eines Baudenkmals weiter eingetragen sind, sollen hier nicht aufgeführt werden. Aktennummern in diesem Abschnitt sind ehemalige, jetzt nicht mehr gültige Aktennummern.

| Lage                                       | Objekt                                 | Beschreibung                                                                        | Akten-Nr.              | Bild           |
| ------------------------------------------ | -------------------------------------- | ----------------------------------------------------------------------------------- | ---------------------- | -------------- |
| Gestratz Grünenbacher Straße 18 (Standort) | Gasthaus Krone                         | giebelständiger, verschindelter Satteldachbau, 19. Jahrhundert                      | D-7-76-112-6 Wikidata  | Gasthaus Krone |
| Brugg Brugg 12 (Standort)                  | Wohnteil eines ehemaligen Bauernhauses | zweigeschossiger Satteldachbau, verschindelt, 19. Jahrhundert                       | D-7-76-112-20 Wikidata | BW             |
| Isnerberg Isnerberg 76 (Standort)          | Ehemaliges Bauernhaus                  | stattlicher Satteldachbau, Wohnteil verschindelt, 19. Jahrhundert; Remise, um 1900. | D-7-76-112-31 Wikidata | BW             |

## Abgegangene Baudenkmäler
In diesem Abschnitt sind Objekte aufgeführt, die früher einmal in der Denkmalliste eingetragen waren, jetzt aber nicht mehr existieren, z. B. weil sie abgebrochen wurden. Aktennummern in diesem Abschnitt sind ehemalige, jetzt nicht mehr gültige Aktennummern.

| Lage                        | Objekt     | Beschreibung | Akten-Nr.              | Bild       |
| --------------------------- | ---------- | --- | ---------------------- | ---------- |
| Rutzen Rutzen 56 (Standort) | Bauernhaus | Bauernhaus mit steilem Satteldach und Widerkehr, Wohnteil verschindelt, erbaut 1882. 2024: nicht mehr existent, modern überbaut | D-7-76-112-35 Wikidata | Bauernhaus |